# Санта Круз (окръг, Аризона)
Вижте пояснителната страница за други значения на Санта Круз.
Окръг Санта Круз (на английски: Santa Cruz County) е окръг в щата Аризона, Съединени американски щати. Площта му е 3206 km², а населението – 45 985 души (2016). Административен център е град Ногалес.